# River Tillingbourne
Der River Tillingbourne ist ein nur ca. 19 km langer Fluss in der südenglischen Grafschaft (county) Surrey. Er ist ein Nebenfluss des River Wey.

## Verlauf
Der River Tillingbourne entspringt beim Leith Hill in den Surrey Hills ca. 2 km südwestlich der Ortschaft Coldharbour. Er fließt zunächst in nördlicher, später dann in westlicher Richtung durch mehrere kleinere Ortschaften wie Abinger Hammer und Albury. Schließlich mündet er südlich der Stadt Guildford, der Hauptstadt Surreys, in den River Wey. 

## Nutzung
Entlang dem ruhigen Unterlauf des River Tillingbourne entstanden seit dem ausgehenden Mittelalter zahlreiche Wassermühlen und Schmiedehämmer. Heute gilt vor allem der Oberlauf als gutes Angelrevier.